# تلکان
تلکان یک روستا در ایران است که در شهرستان مشگین‌شهر استان اردبیل واقع شده‌است. تلکان ۲۶ نفر جمعیت دارد.

## جمعیت
این روستا در دهستان ارشق غربی قرار دارد و براساس سرشماری مرکز آمار ایران در سال ۱۳۸۵، جمعیت آن ۲۶ نفر (۴ خانوار) بوده‌است.